# Rick Ankiel
Richard Alexander Ankiel (né le 19 juin 1979 à Fort Pierce, Floride, États-Unis) est un joueur de baseball qui évolue dans les Ligues majeures de 1999 à 2013.
Originellement un lanceur, Ankiel a abandonné cette position en 2005 après avoir été rétrogradé aux ligues mineures, pour revenir dans les majeures deux ans et demi plus tard en tant que joueur de champ extérieur. Il est le seul joueur présentement en activité à avoir joué à la fois comme lanceur et comme joueur de position sur une base régulière dans les majeures, et l'un des très rares, du moins dans l'histoire récente, à avoir suivi ce parcours.

## Carrière

### Ligues mineures
Rick Ankiel excelle comme lanceur au collège de Port St. Lucie en Floride, où il est nommé joueur collégial de l'année (High School Player of the Year) par le USA Today en 1997, après une saison de 11 victoires et une seule défaite, durant laquelle il a conservé une moyenne de points mérités microscopique de 0,47 et retiré 162 frappeurs sur des prises en 74 manches lancées.
Le lanceur est repêché en 2e ronde du repêchage amateur de 1997 par les Cardinals de Saint-Louis. Il paraphe le 28 août 1997 un contrat assorti d'un boni à la signature de 2,5 millions de dollars US, à l'époque le cinquième plus haut montant jamais accordé à un joueur amateur.
En 1998, il est nommé lanceur partant de l'équipe d'étoiles de la Ligue de la Caroline, lanceur partant de la première équipe d'étoiles des ligues mineures nommée par Baseball America, est élu joueur de l'année dans les filiales des Cardinals et nommé meilleur espoir de la Ligue de la Caroline et de la Ligue du Midwest.
En 1999, Ankiel est nommé joueur par excellence de l'année dans les ligues mineures par USA Today et Baseball America, ces derniers le plaçant une fois de plus sur leur première équipe d'étoiles des ligues mineures. Il sera de nouveau élu joueur de l'année dans les filiales des Cardinals, en plus d'être sur l'équipe d'étoiles de la Ligue du Texas.

### Ligues majeures

#### Débuts
Rick Ankiel fait ses débuts dans les Ligues majeures avec les Cardinals de Saint-Louis le 29 août 1999 à Montréal contre les Expos. Il lance sa première saison complète en 2000 à l'âge de 20 ans et conserve un dossier de 11-7 en 30 départs, avec une moyenne de points mérités de 3,50. Avec 194 retraits sur des prises en 174 manches lancées, il se place deuxième dans la Ligue nationale derrière Randy Johnson avec une moyenne de 9,98 retraits au bâton par neuf manches. Avec 7,05 coups sûrs accordés en moyenne par tranche de neuf manches, il n'est devancé que par Chan Ho Park à ce chapitre.
Ankiel termine deuxième en 2000 dans le scrutin déterminant la recrue de l'année dans la Ligue Nationale, honneur finalement décerné cette année-là à Rafael Furcal.

#### Problèmes comme lanceur
Les Cards remportent en 2000 le championnat de la division Centrale de la Ligue Nationale, mais entrent en séries éliminatoires avec une liste de joueurs blessés bien garnie. La logique veut que les Cards entreprennent la série de division contre les Braves d'Atlanta en envoyant leur lanceur numéro un, Darryl Kile, au monticule, et le gérant Tony La Russa joue le jeu en laissant croire aux médias que Kile sera effectivement le partant. Mais le soir du match, c'est Rick Ankiel qui est envoyé sur la butte, opposé au vétéran Greg Maddux.
Saint-Louis prend rapidement les devants 6-0 dans le match, mais Ankiel, après un début difficile, flanche en troisième manche, accordant deux coups sûrs, quatre buts-sur-balles et effectuant 5 mauvais lancers. En 3 manches et deux tiers, il totalisait 9 mauvais lancers. Après avoir vu leur avance réduite à 6-4 après cette 3e manche, les Cards remportent quand même le match 7-5, et quelques jours plus tard les honneurs de la série avec trois victoires contre aucune.
La semaine suivante, lors du match #2 de la Série de championnat de la Ligue Nationale, Ankiel est sorti du match dès la première manche après que cinq de ses lancers aux frappeurs des Mets de New York ont été impossibles à saisir par son receveur (seulement deux de ces tirs seront officiellement considérés comme des mauvais lancers, puisque aucun coureur ne se trouvait sur les sentiers lors des trois autres).
Ankiel fait une apparition lors du match #5 de cette même série où, en relève, il accordera deux buts-sur-balles et commettra deux autres mauvais lancers, avant d'être retiré de la partie après n'avoir affronté que quatre frappeurs adverses.
Les Cards s'inclinèrent en cinq matchs face aux Mets.

#### Renvoi aux mineures

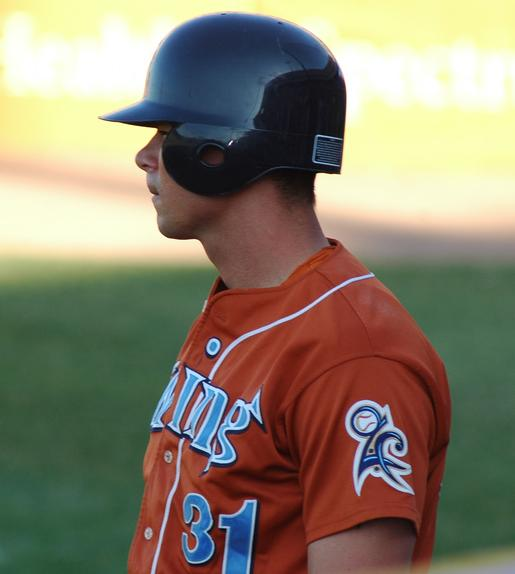
Rick Ankiel en 2005 avec le Swing de Quad City, une équipe des ligues mineures.

Au cours de la saison suivante, Ankiel éprouvera encore des problèmes de contrôle au monticule. Après 24 manches lancées au cours de la campagne 2001, il avait déjà accordé 25 buts-sur-balles et commis cinq mauvais lancers. Les Cardinals le rétrogradent dans les mineures, au niveau AAA. Là-bas, ses problèmes s'accentuent : 12 mauvais lancers, 12 buts-sur-balles accordés, et une moyenne de points mérités de 20,77 en seulement 4 manches et un tiers lancées.
Rétrogradé encore davantage, il retrouvera le marbre avec les Cardinals de Johnson City, dans le Tennessee, un club de la Ligue des recrues. Il sera nommé sur l'équipe d'étoiles.
En 2002, Rick Ankiel ne peut lancer en raison d'une blessure à l'épaule gauche. De retour dans les mineures en 2003, il effectue 10 départs et montre une moyenne de 6,20. En juillet, il subit une opération de type Tommy John pour reconstruire les ligaments de son coude. Au total en 2003, Ankiel accorde 49 passes gratuites et effectue 10 mauvais lancers en 54.1 manches au monticule.
Le gaucher revient dans les majeures à la fin de la saison 2004, où il apparait comme releveur pour Saint-Louis au cours du mois de septembre. Il semble avoir retrouvé le contrôle qu'il possédait à ses débuts, avec 9 retraits sur des prises et un seul but-sur-balles en 10 manches lancées.

#### Retour comme joueur de position

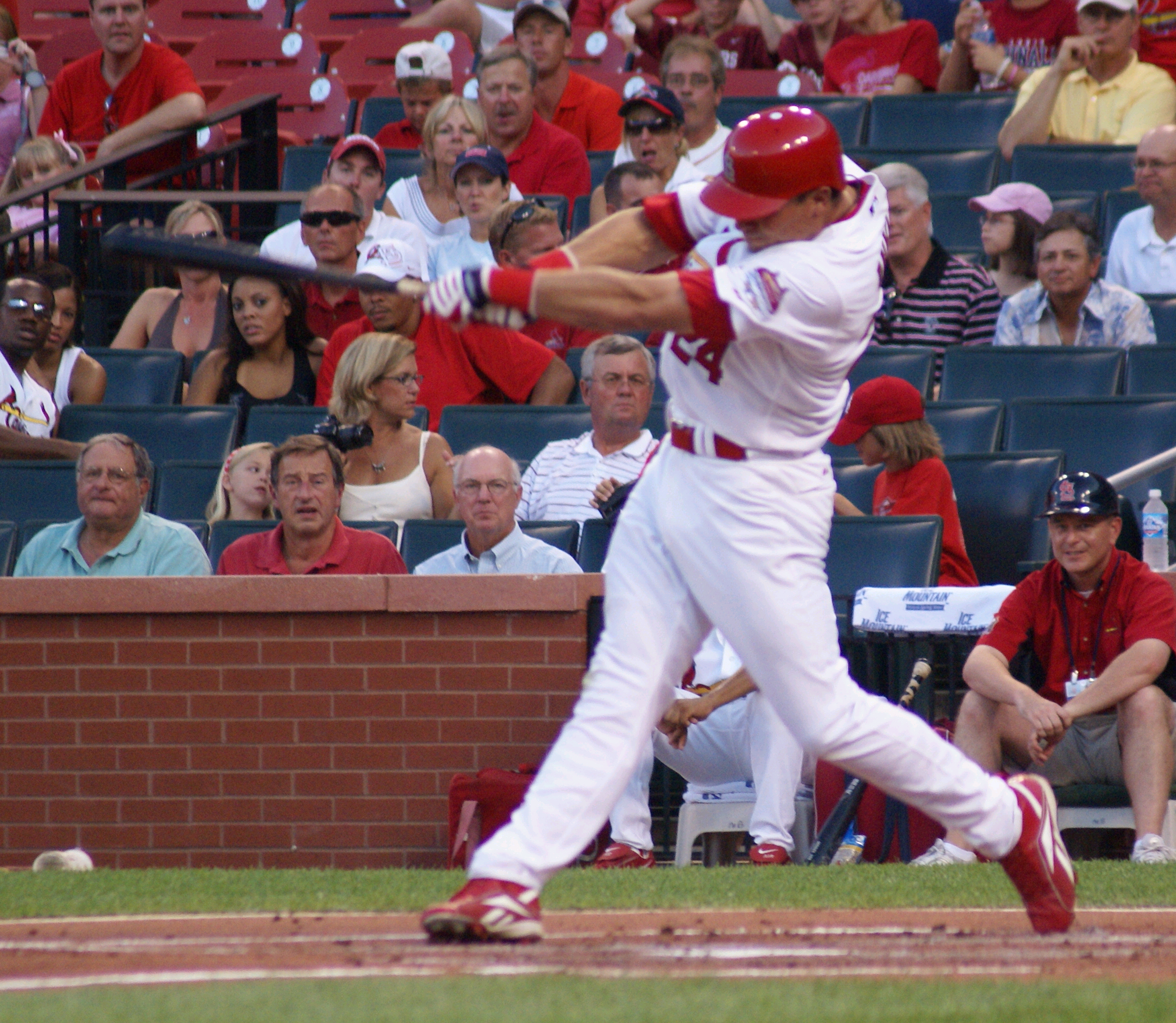
Rick Ankiel au bâton en 2007 pour les Cardinals.

Cependant, le 9 mars 2005, en dépit d'une bonne saison dans la ligue d'hiver à Porto Rico, Rick Ankiel annonce qu'il abandonne sa carrière de lanceur pour devenir joueur de champ extérieur, une décision inusitée puisqu'un nombre infime de joueurs ont, dans l'histoire du baseball, joué comme lanceur puis comme joueur de position sur une base régulière dans les ligues majeures.
Les Cards de Saint-Louis l'invitent à leur camp d'entraînement où il se présente comme voltigeur en 2006, mais il ne fera pas l'équipe. Le 26 mai, une opération pour guérir une blessure au genou gauche met fin à sa saison.
Invité de nouveau au camp d'entraînement en 2007, il commencera la saison au niveau AAA avec les Redbirds de Memphis. Le 9 août, les Cards le rappellent des mineures, et il fera ses débuts comme joueur de champ extérieur. Ankiel commence le match au champ droit et est au 2e rang de l'alignement offensif. Son retour dans les majeures est salué par une ovation de la part des partisans des Cards lors de sa première présence au bâton à la manche initiale. 
En 7e manche, à sa quatrième présence au bâton, il cogne un circuit de trois points, son premier coup de quatre buts dans les majeures depuis le 20 avril 2000. Il devient du coup le premier joueur depuis Clint Hartung en 1947 à frapper un circuit comme lanceur et comme joueur de position. Avant Hartung, le légendaire Babe Ruth avait réussi la chose.
Le gérant Tony La Russa déclarera que le seul moment dans sa carrière avec les Cards où il a été plus heureux et plus fier que le jour du retour de Rick Ankiel était lors de leur victoire en Série mondiale en 2006. 
Ankiel termine la saison 2007 avec une moyenne au bâton de ,285 avec 11 circuits et 39 points produits en 47 matchs.
Malgré une blessure l'ayant tenu à l'écart du jeu pendant deux semaines, la saison 2008 est sa première saison complète comme joueur de position dans les majeures.

#### Royals de Kansas City
Devenu agent libre après la saison 2009, Ankiel signe un contrat d'un an et une année d'option pour 3,25 millions de dollars avec les Royals de Kansas City.
Ankiel frappe pour ,261 avec 4 circuits et 15 points produits en seulement 27 matchs chez les Royals. Une blessure au quadriceps le tient à l'écart du jeu pendant presque toute la première moitié de saison.

#### Braves d'Atlanta
Le 31 juillet 2010, Ankiel et le lanceur de relève Kyle Farnsworth sont échangés aux Braves d'Atlanta en retour du voltigeur Gregor Blanco, du lanceur droitier Jesse Chavez et du lanceur gaucher Tim Collins.

#### Nationals de Washington

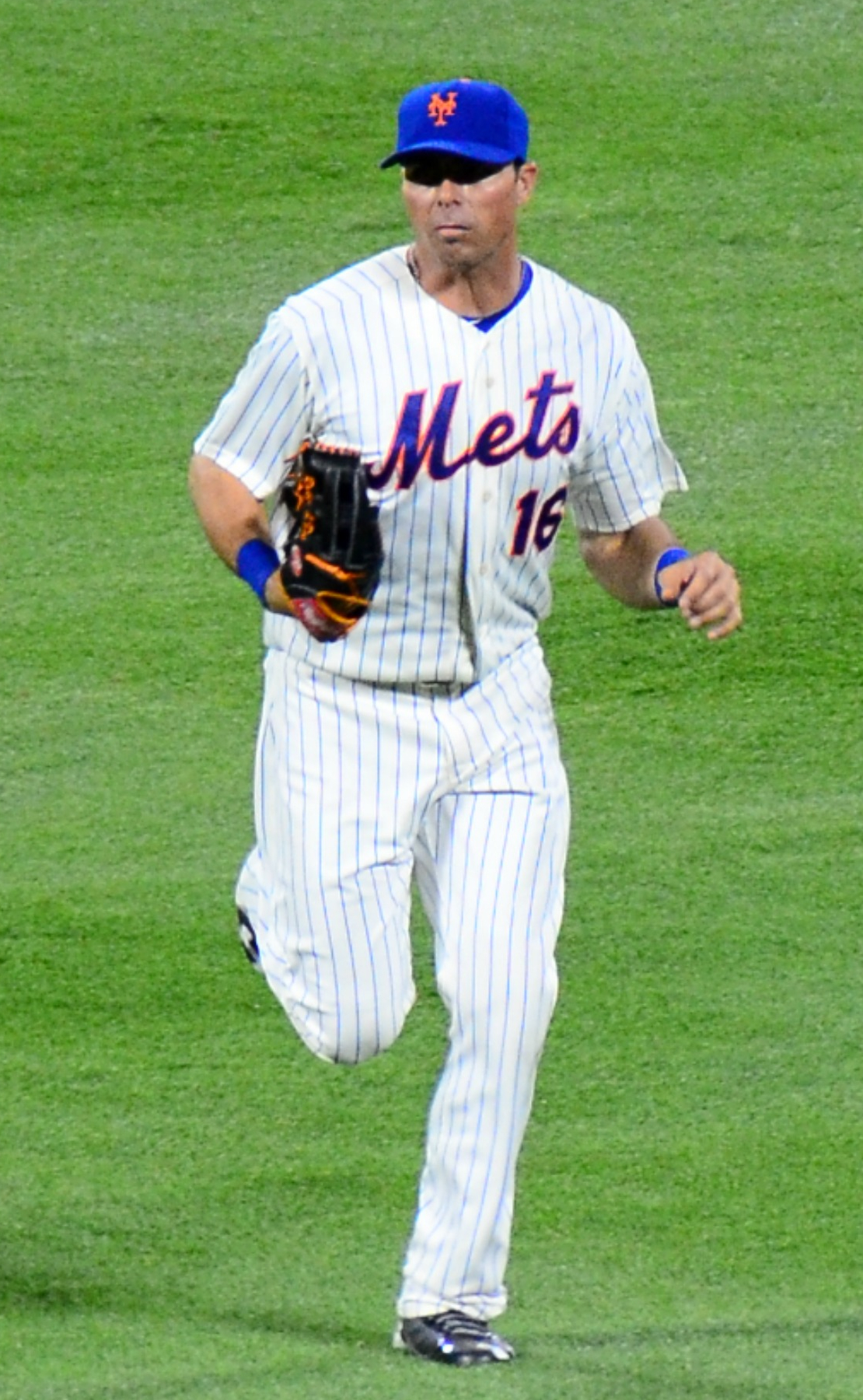
Ankiel joue 20 matchs en 2013 pour les Mets.

Devenu agent libre après la saison 2010, il signe le 21 décembre un contrat d'un an pour 1,5 million de dollars avec les Nationals de Washington. En 122 parties jouées pour les Nationals en 2011, il frappe pour ,239 avec 9 circuits et 37 points produits. Lui qui n'avait jamais réussi plus de 4 vols de buts en une année, il en obtient 10 au cours de cette saison. 
Au terme de ce contrat, il est invité de nouveau à se joindre à l'équipe, cette fois via un contrat des ligues mineures qu'il accepte en février 2012. Ankiel frappe pour 228 avec 5 circuits et 15 points produits en 68 matchs pour Washington en 2012. Il est libéré par les Nats le 27 juillet[réf. souhaitée].

#### Astros de Houston
Ankiel signe chez les Astros de Houston le 17 janvier 2013.
Lors du match d'ouverture de la saison 2013 des Astros le 31 mars, Ankiel est utilisé comme frappeur suppléant et réussit aux dépens du lanceur des Rangers du Texas Derek Lowe le premier coup de circuit de la franchise de Houston à son entrée dans la Ligue américaine après 51 saisons en Ligue nationale. Il réussit 5 circuits et produit 11 points en 25 matchs pour les Astros, mais sa moyenne au bâton n'est que de ,194. Les Astros le libèrent le 9 mai 2013.

#### Mets de New York
Ankiel rejoint les Mets de New York le 13 mai 2013. Son séjour est de courte durée : seulement 20 matchs, le temps d'obtenir 12 coups sûrs en 66 présences au bâton, deux circuits et 7 points produits. Il redevient agent libre le 11 juin suivant. 
En 45 matchs joués pour Houston et New York dans ce qui devient sa dernière saison, il ne frappe que pour ,188 avec 7 circuits et 18 points produits. 
Il annonce sa retraite sportive le 5 mars 2014.